# Jan Rot (tekenaar)

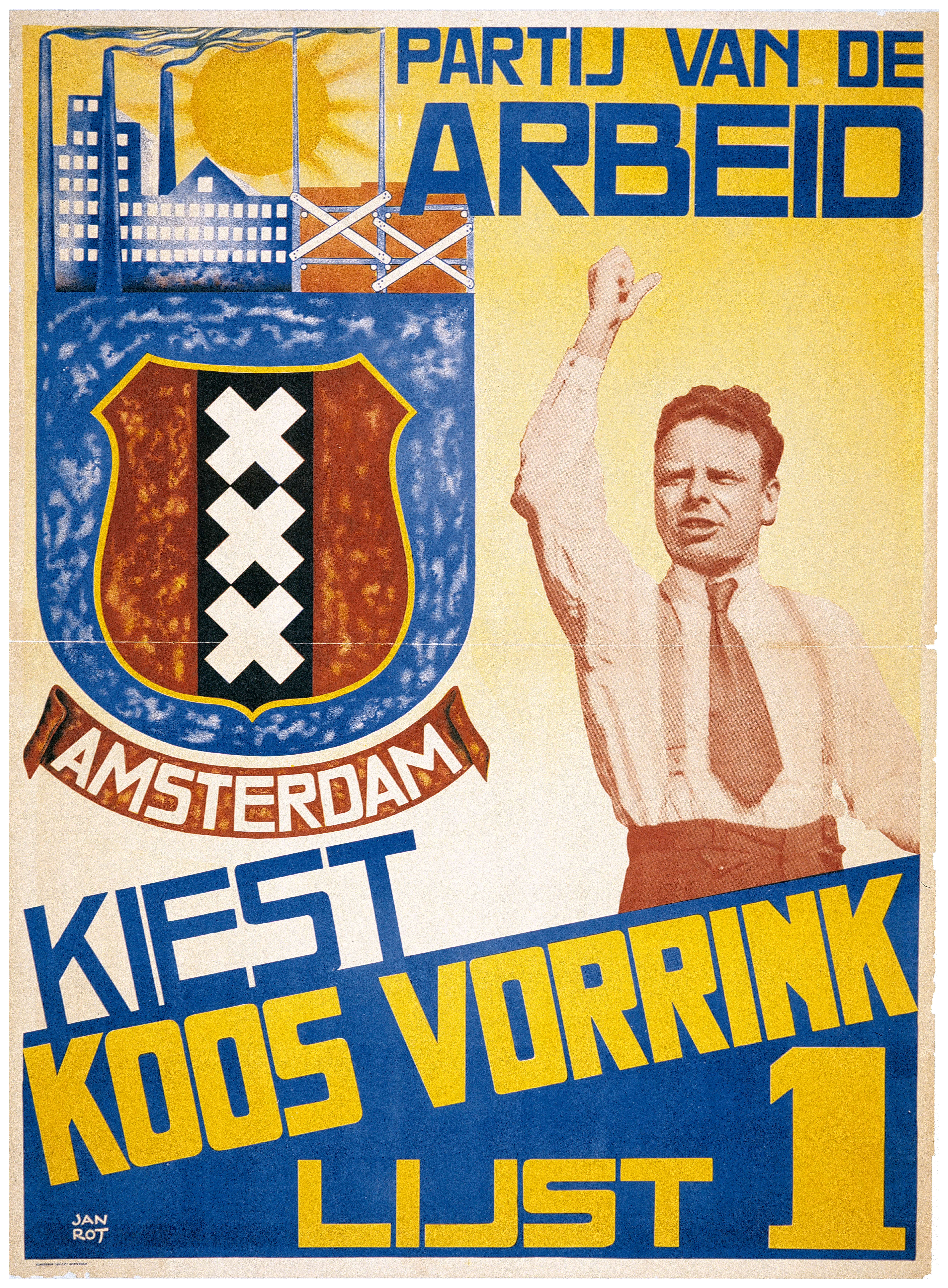
Poster, ontworpen door Jan Rot, die in 1946 bij de lokale verkiezingen van Amsterdam werden gebruikt door de PvdA

Jan Rot (Zaandam, 27 augustus 1892 – Amsterdam, 18 februari 1982) was een Nederlandse tekenaar. Hij maakte regelmatig tekeningen voor het socialistische blad De Notenkraker en was actief in de SDAP en PvdA. Zijn vader was Jan Rot, hoofdmachinist bij Verkade in Zaandam en zijn moeder was Alida Nel. Hij trouwde in 1929 met Hendrika van der Meulen, samen hadden zij een dochter en een zoon.
De gebroeders Verkade stelden Rot in 1913 in staat zijn betrekking als schildersgezel op te zeggen en een opleiding te volgen aan de Amsterdamse Kunstnijverheidsschool en de Rijksakademie van beeldende kunsten. Rot probeerde van alles op het gebied van kunst aan te pakken. Hij maakte prenten voor verschillende tijdschriften zoals vanaf januari 1915 bij het zondagsblad van het sociaal-anarchistische Volksdagblad. Hij maakte liedteksten, trad op als sneltekenaar en deed reclamewerk. 
Eind 1925 werd Rot medewerker van De Notenkraker (1925-1928 en 1931-1932), het populaire satirische weekblad van De Arbeiderspers. Voor de arbeidersbeweging maakte hij affiches, politieke prenten, brochure-omslagen, fotomontages, tijdschriftenkoppen en propagandaborden. Hij was ook medewerker van het blad Vrijheid, Arbeid, Brood (1933-1938). Een aparte toon vond hij in de beeldkronieken die hij zo rond 1927 voor De Notenkraker maakte. Voor het typografische tijdschrift Het Tarief maakte hij in 1926 een compositie voor het omslag.
Wonende in Amsterdam, onmiddellijk na de inval van de Duitsers in mei 1940, raakte Rot betrokken bij de verspreiding van illegale bladen en de hulp aan onderduikers. In 1943 ging hij koerierswerk doen voor het Nationaal Steun Fonds.  
Paraat was een van de weinige geïllustreerde verzetsbladen. Rot maakte er enkele van zijn beste prenten voor. Na de bevrijding maakte hij in 1946 voor de PvdA nog twee verkiezingsaffiches. Rot bleef actief in de PvdA en was ook nog enige tijd voorzitter van de afdeling Amsterdam van de Nationale Federatieve Raad van het Voormalig Verzet.

## Instellingen met werk van Jan Rot
- IISG, Amsterdam, affiches, prenten, klein drukwerk,
- Stedelijk Museum, Amsterdam, affiches
- Verzetsmuseum, Amsterdam, originelen van prenten voor Paraat.